# Lachstedt
Lachstedt ist ein Ortsteil der Gemeinde Schmiedehausen im Landkreis Weimarer Land in Thüringen.

## Lage
Lachstedt liegt im äußersten nordöstlichen Zipfel der Saale-Ilm-Kalksteinplatte abgelegen und ist aber über Camburg und Bad Sulza verkehrsmäßig gut erreichbar. Die Gemarkung des Ortes ist ackerbaulich erschlossen. Der schwere Boden nahm sogar Einfluss auf die Entwicklung des Ortes.

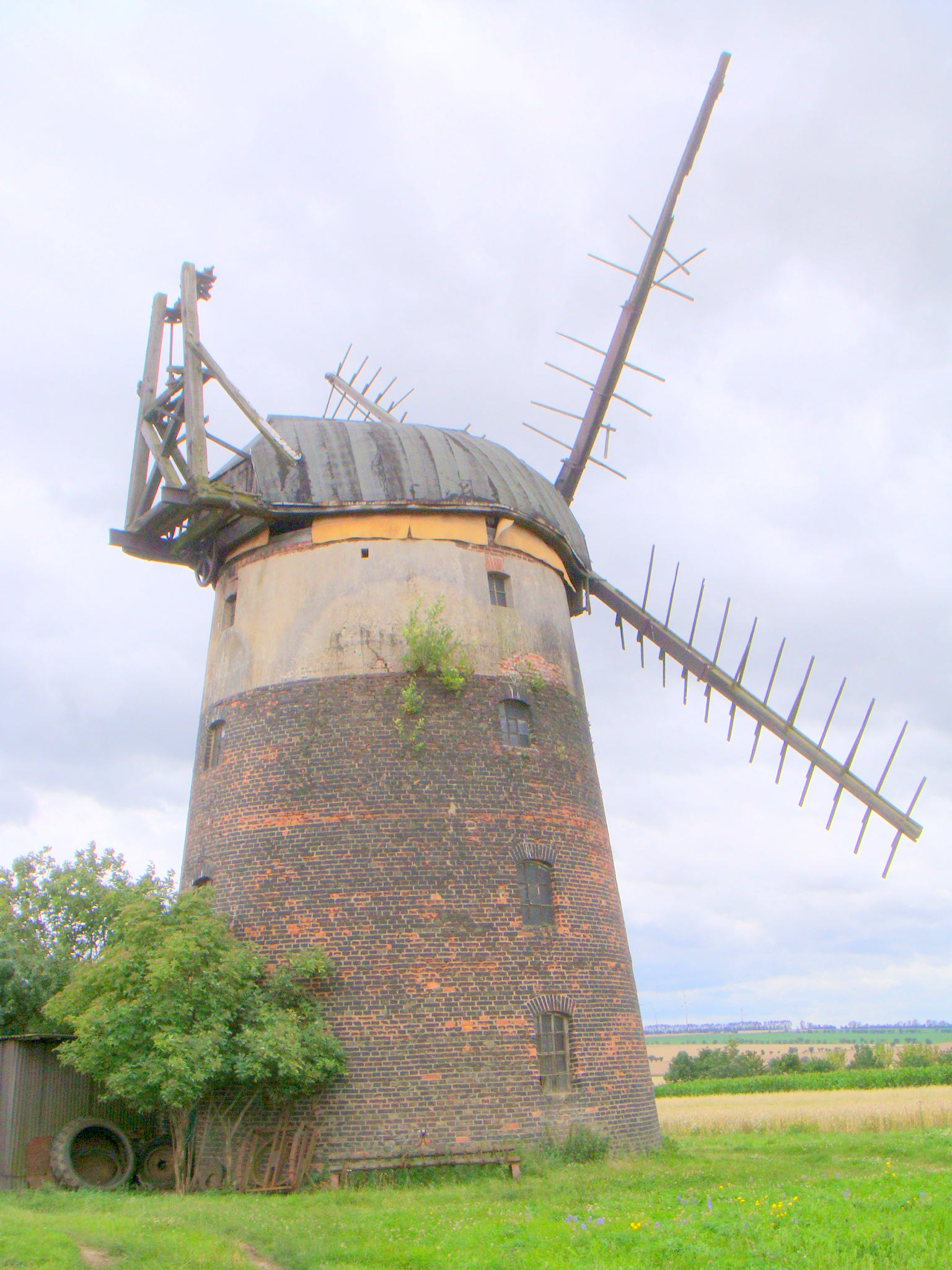
Windmühle bei Lachstedt

Die Buslinie 282 der PVG Weimarer Land verbindet den Ortsteil mit Apolda bzw. Camburg. Teilweise ist ein Umstieg in Schmiedehausen erforderlich. 

## Geschichte
Bereits 822–842 wurde das Dorf urkundlich erstmals erwähnt. Der Ort gehörte als Lehen zum Besitz der Schenken von Saaleck aus dem Haus der Schenken von Vargula. 1343 veräußerten sie Lachstedt mit der Burg Saaleck an die Naumburger Bischöfe, welche aus dem zur Burg gehörigen Gebiet das Amt Saaleck bildeten. Dieses kam im Jahr 1544 an das zum Hochstift Naumburg gehörige Amt Naumburg und mit diesem im Jahr 1564 an das Kurfürstentum Sachsen.
Lachstedt gehörte als Exklave des Amts Naumburg zwischen 1656/57 und 1718 zum kursächsischen Sekundogenitur-Fürstentum Sachsen-Zeitz, danach zum Kurfürstentum Sachsen und ab 1806 zum Königreich Sachsen. Durch den Wiener Kongress kam Lachstedt 1815 zum Großherzogtum Sachsen-Weimar-Eisenach und wurde dem Amt Dornburg angegliedert. Somit lag zwischen Lachstedt und dem sachsen-meiningenschen Schmiedehausen, zu dem Lachstedt heute gehört, eine Staatsgrenze. Ab 1920 gehörte Lachstedt zum neuen Freistaat Thüringen und wurde bei der Gebietsreform von 1922 dem Landkreis Weimar zugeschlagen. Zum 1. April 1925 wechselte die Gemeinde dann zur Kreisabteilung Camburg, Nachfolger der sachsen-meiningenschen Exklave Camburg, sodass nun auch die Kreisgrenze zwischen Lachstedt und Schmiedehausen wegfiel. Mit Auflösung dieser Kreisabteilung 1939 kam Lachstedt zum Landkreis Stadtroda (ab 1950 Landkreis Jena) und 1952 zum Landkreis Apolda im Bezirk Gera. Zum 14. März 1974 wurde der Ort dann in die Gemeinde Schmiedehausen eingemeindet.
Um das Dorf liegt ein fruchtbares, aber schwer bearbeitbares Ackerbaugebiet. Dies beeinflusste die Landwirte bei der Auswahl der Zugtiere. Es entwickelte sich auf diesen Flächen die Thüringer Kaltblutzucht der Pferde nicht nur hier, sondern auch in der Umgegend. Die rasante wissenschaftlich-technische Entwicklung verdrängte auch in der DDR die Pferde, besonders das Kaltblut. Im Ort gab es ein großes Gut, das jetzt (2012) offenbar funktionslos ist und teilweise verfällt.